# Mariage hindou

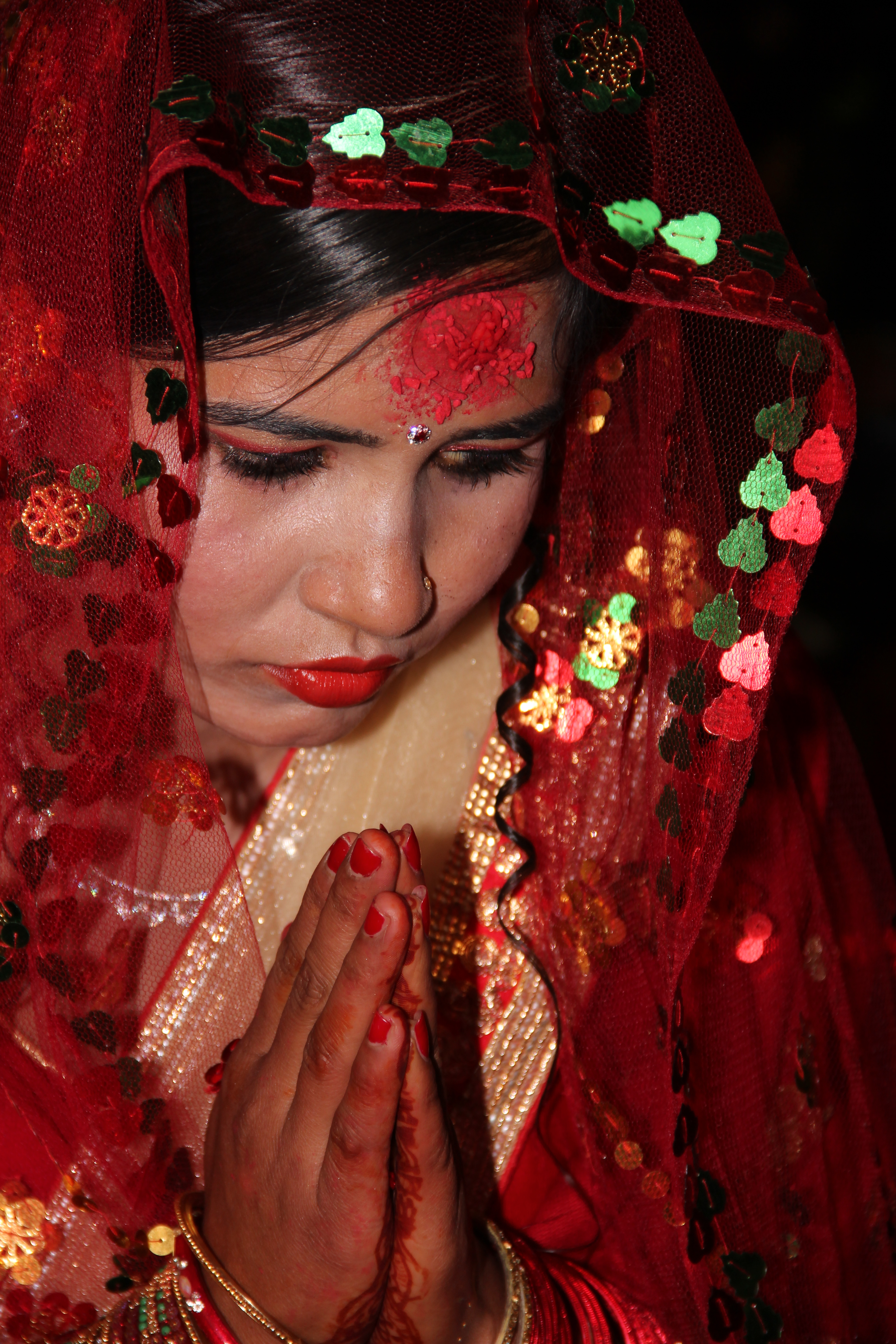
Le geste du namasté au cours d'un mariage hindou

Il existe de nombreuses pratiques pour les mariages dans l'hindouisme sur le sous-continent indien, notamment 
- le mariage hindou dans l'Inde du Sud ;
- le Vivaha ou mariage séculaire de l'Inde et de sa religion.

Les trois règles essentielles du mariage hindou traditionnel sont indiquées dans le code de Manu : le père doit marier sa fille très jeune ; il doit « offrir » sa fille sans rien exiger en contrepartie ; il doit respecter la caste. En pratique une dot est servie par la famille de la mariée. 
La cérémonie dure en principe plusieurs jours mais certains évènements sont réservés à la famille proche. La tenue des mariés, de la famille et des invités est fixée par un protocole strict, les vêtements sont particulièrement colorés.